# Twinning
Als Twinning (engl. twinning: Verkuppelung (Stahlbau), hier auch: Verankerung, Verbindung) bezeichnet man ein Instrument zur Vorbereitung des Beitritts eines Landes zur Europäischen Union. Bei einem solchen Heranführungsinstrument arbeitet der Beitrittskandidat mit Experten aus den Mitgliedsländern zusammen an konkreten Projekten zur Umsetzung des Gemeinschaftlichen Besitzstandes, insbesondere auf den Gebieten Landwirtschaft, Umwelt, Justiz und Inneres, Finanzen, Binnenmarkt, regionale Entwicklung, Arbeit und Soziales sowie Gesundheit und Verkehr. Die Projektdauer liegt zwischen sechs und acht Monaten (Kurzzeit-Twinning, „Twinning Light“) und 24 Monaten (Langzeit- oder normales Twinning).
Im Falle der 2004 beigetretenen Länder wurde das Twinning als Übergangsmaßnahme noch bis Ende 2006 fortgeführt. Der Schwerpunkt liegt jedoch auf den zum 1. Januar 2007 beigetretenen Ländern Bulgarien und Rumänien sowie auf dem Kandidatenland Türkei.
Twinning ist nicht zu verwechseln mit „Town twinning“ (Städtepartnerschaft).